# Nicolae Mărgineanu (psiholog)
Nicolae Mărgineanu (n. 22 iunie 1905, Obreja, în apropiere de Blaj – d. 13 iunie 1980, Cluj) a fost un psiholog român. A publicat studii de psihologie a persoanei, psihometrică, psihologie matematică, psihologie a științei, psihologie aplicată în marea industrie. A fost tatăl regizorului Nicolae Mărgineanu și al Danielei Țăranu, soția academicianului clujean Cornel Țăranu.

## Studii

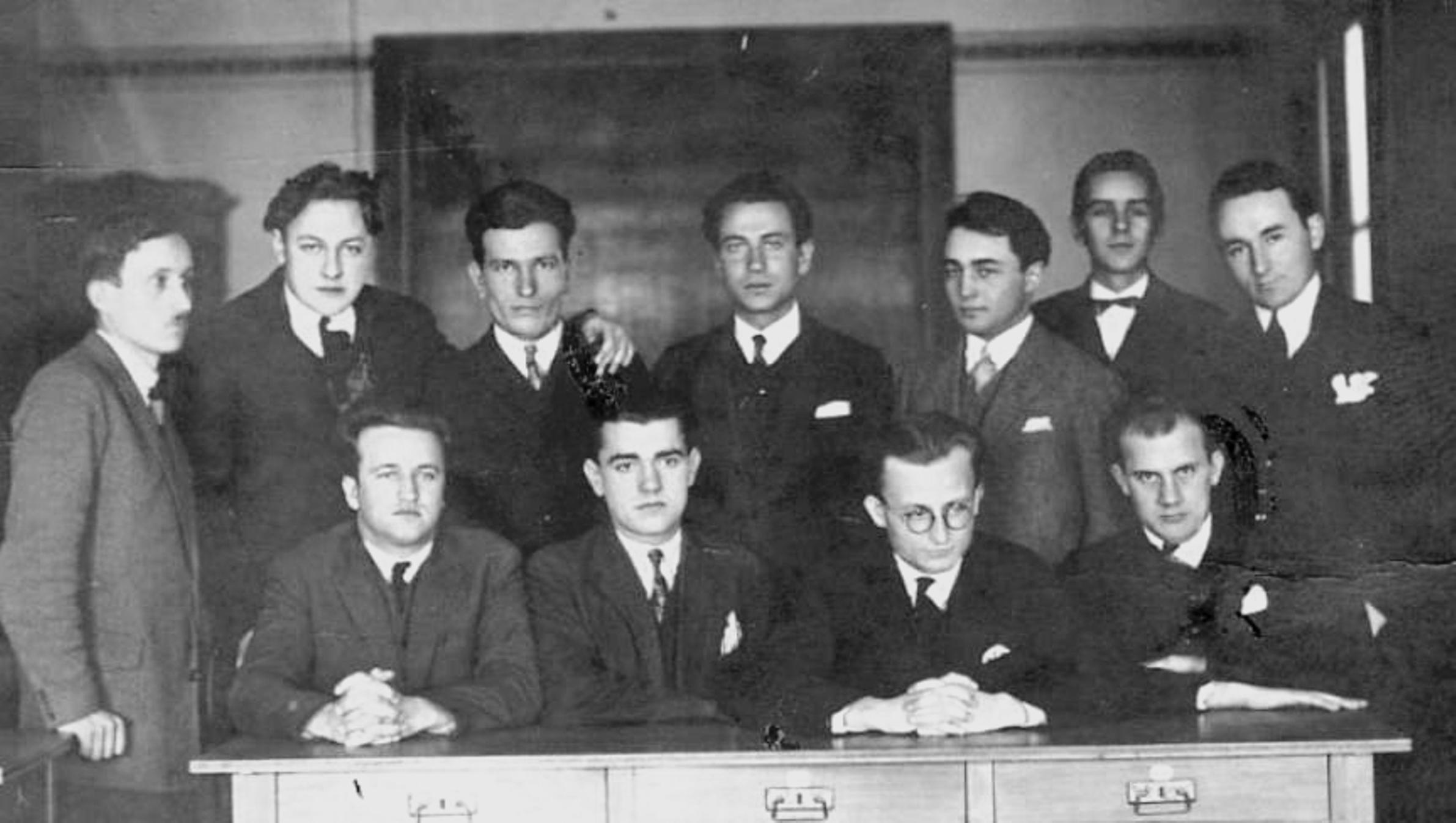
Mărgineanu (în picioare, în dreapta), alături de Alexandru Roșca, Salvator Cupcea, Lucian Bologa, Liviu Rusu, Teodor Bugnariu și diverși alții, la Institutul de Psihologie, în sau în jurul anului 1928

Nicolae Mărgineanu a urmat școala primară din Blaj. Licență în 1927 și doctorat în filozofie, specialitatea psihologie în 1929 al Universității Regele Ferdinand I din Cluj, cu mențiunea "magna cum laude", fiind îndrumat de profesorul Florian Ștefănescu-Goangă. Ulterior a efectuat stagii post universitare de specialitate la Leipzig, Berlin, Hamburg, în 1929, la Paris, în 1930 și la Londra, în 1935. S-a reîntors în țară și a ocupat catedra de psihologie a Universității "Regele Ferdinand I" din Cluj. A fost de asemenea cercetător științific și bursier al fundației Rockefeller la Universitățile Duke, Yale, Columbia și Chicago în perioada 1932-1943.
Între 1926-1947 a urcat în ierarhia universitară de la preparator la conferențiar la Facultatea de Filosofie și Litere a Universității Regele Ferdinand I din Cluj.
Nicolae Mărgineanu a fost închis în anul 1948, pentru activitatea sa în Asociația Româno-Americană (A.R.A.), ce a constat într-o serie de conferințe susținute în America și în informarea părții americane din cadrul Comisiei Aliate de Control despre situația Transilvaniei; cu alte cuvinte, a ajuns în închisoare fiindcă și-a folosit talentul persuasiv pe lângă americani pentru ca Transilvania să revină României.
Între 1971-1980 a fost profesor suplinitor al fostei sale catedre.
În 1971 devine profesor invitat la Universitatea din Bonn.
În 1972 devine profesor invitat la Universitatea din Hamburg. 
Invitat al fundației Rockefeller în anii 1979-1980. Diagnosticat cu cancer se întoarce în țară unde moare pe 13 iunie 1980.

## Cariera
Profesor de psihologie la Universitatea Babeș-Bolyai din Cluj, a fost arestat în 1948, acuzat de înaltă trădare, condamnat la 25 de ani de închisoare (trecând prin infernul pușcăriilor: Malmaison, Jilava, Pitești, Aiud și Gherla), din care a executat 16 (vezi volumul memorialistic Amfiteatre și închisori, publicat la Editura Dacia, 1991). Este autorul tratatului de Psihologia persoanei; a fost unul dintre primii cercetători în domeniul psihologiei muncii, s-a implicat în organizarea pe baze psihologice ale centrelor de reeducare și a organizat prima rețea a școlilor de ucenici. A scris mai multe cărți despre anii petrecuți în închisoare, un volum autobiografic și un alt volum, Amfiteatre și închisori, despre profesorii universitari alungați de la catedră sau închiși de comuniști. 
A corespondat cu mari psihologi ai secolului al XX-lea, cum ar fi, de exemplu, Gordon W. Allport (1897-1967). 
Nicolae Mărgineanu a fost, împreună cu diplomatul Vasile Stoica, vicepreședinte al Asociației Româno-Americane (A.R.A.), în cadrul cărei a ținut o serie de conferințe în America despre situația și frontierele istorice ale Transilvaniei și a însoțit delegația americană venită în vizită în România la solicitarea premierului de atunci, Petru Groza, de a face lobby pe lângă Comisia Aliată de Control cu privire la situația frontierelor Transilvaniei. După ieșirea din detenție, a fost încadrat documentarist la Biblioteca Filialei Academiei, apoi numit director al Institutului de Științe Pedagogice și, în fine, reintegrat la catedra de psihologie a Universității Babeș-Bolyai din Cluj, în perioada ministeriatului lui Mircea Malița.

## Distincție
În anul 2012 a fost declarat membru post-mortem al Academiei Române.

## Cărți publicate

### La Editura Institutului de Psihologie al Universității din Cluj
- Psihologia exercițiului, 1929
- Psihotehnica în Germania, 1929
- Psihologia germană contemporană, 1930
- Psihologia învățării, 1930
- Psihologia franceză contemporană, 1932
- Psihologia configurației( în colaborare cu L.Rusu, A. Roșca, D. Todoran), 1932
- Elemente de psihometrie, 1938
- Analiza factorilor psihici, 1938
- Psihologia persoanei, 1940
- Psihotehnica în marea industrie, 1942
- Psihotehnica, 1943

### La alte edituri
- Problema evoluției, Editura Societatea de Mâine, Cluj, 1931
- Natura științei, Editura științifică, București, 1968
- Sub semnul omeniei, Editura pentru Literatură, București, 1970
- Psihologie și literatură, Cluj, Dacia, 1971
- Condiția umană, Editura științifică, București, 1973
- Psihologie logică și matematică, Dacia, 1975
- Amfiteatre și închisori, Editura Dacia, Cluj, 1991
- Un psiholog in temnitele comuniste. Documente preluate din arhiva CNSAS, Editura Polirom, București, 2006, 488 pagini

### Opere în limbi străine
- Beiträge zur Psychologie der Übung, Zeitschr. F. Angew. Psychol. 39, 1931, 491-530.
- La théorie des facteurs, L’Ann Psychologie, Paris, 1934,
- Les facteurs psychologiques, L’ Ann Psychologie, Paris, 1934,
- La nature de la loi scientifique et ses conditions d’exactitude, Alcan, Paris, studiu intr-un volum colectiv de omagiere a lui Pierre Janet,
- Logical and Mathematical Psychology, Editura Presa Universitară, Cluj, 1997(postum)
- Depth and Height Psychology, Editura Presa Universitară, Cluj, 1998, (postum)